# Gyöngyössi János
Gyöngyössi János (Kraszna, 1741. november 4. – Újtorda, 1818. március 15.) alkalmi verselő és református lelkész.

## Élete
Apja református lelkész, anyja Soós Ferenc református püspök lánya. Tanulmányait a kolozsvári református kollégiumban végezte. 1767-1771 között a leideni egyetemen peregrinált. Hazatérése után gróf Kendeffy Elek ajánlására Bethlen János alsórákosi udvarának papja lett. 1772-ben az újtordai egyházközség meghívta segédlelkésznek Zágoni Márton mellé. 1774-ben vette feleségül Ajtai Cserepes Máriát. Házasságukból öt gyermek született: József, Karolina, Zsuzsánna, János (1783), Ágnes. Művei főként alkalmi versek, melyek 1790-ben, illetve 1802-1803-ban jelentek meg nyomtatásban. 1785-ben anyagot gyűjtött a román parasztfelkelést tárgyazó verses epikai mű megírásához, a munka nem készült el, mindössze előkészületei dokumentálhatóak. 1816-ban, erdélyi útján Kazinczy Ferenc meglátogatta. A Tudományos Gyűjteményben megjelent nekrológját Kazinczy Ferenc írta. 1859-ben az újtordai egyházközség emlékművet állított tiszteletére. János fia Pettényi Gyöngyössi János néven szintén írt alkalmi verseket.

## Művei
- Amor juvenilis felici in conjugio juvenis Adonidis... Volfgangi L. B. Vesselenyi de Hadad herois in altum surgentis ac ardua quaque orbi patrio minantis et tenellae Veneris... Julianae comitissae de Bethlen... Claudiopoli, 1766 (a végén magyar versek)
- Dissertatio physico-theologica in qua causam mortis proximam, eamque physicam et naturalem in primis parentibus integris adfuisse ex mechanismo corporis humani demonstratur; inde mortem naturae integrae sequelam esse, salva reformatae fidei doctrina deducitur. Praeside Georgio Huszti. Claudiopoli, 1767
- Keresztyén utazás a boldog örökké valóságra, melyben a megtérő, és Istent kereső léleknek minden állapotja külömbféle szép példákban és ábrázatokban lefestetik, ford. Bunián János angol munkájának német kiadásából. Claudiopoli, 1777-78, két rész (névtelenűl; Claudiopoli, 1782)
- Halhatatlan emlékezetű Débora, izraelbéli nagyanya: Mária Theresia... kinek is áldott emlékezetét az uj tordai ref. ekklesiának templomában megtisztelni igyekezte. 1781. Bőjtelő hava 4. napján. Kolozsvár, 1782 (A magyar Sionnak felseges asszonya... cz. munkában.)
- Menyegzői versek. Melyeket Sófalvi Jósef uramnak és Farkas Susanna asszonynak házassági öszvekeléseknek alkalmatosságával irásban készitett éppen a menyasszonynak neve napjára a vő-legénynek barátja. Kolozsvár, 1784
- Beteg szivet meggyógyitó orvos szűz, Agnodice. Az az, nagy experientiaju orvos doctor T. Szőts András uramnak és Szatmári Pap Ágnes asszonynak tiszta házassági egybe kelések, a mint azon szives verseivel örvendezett 1786. eszt. Kisasszony havának 22. napján. Kolozsvár
- Gyöngyösi Jánosnak magyar versei, melyeket külömb-külömbféle alkalmatosságokra készitett. Mostan pedig egybe-szedvén közönségessé tett, és a maga költségén kibocsátott Szatsvai Sándor. Bécs, 1790. (Elöljáró beszéd a szerzőtől, Új-Torda, 11. nov. 1789.)
- Temetési tanitás, melyel Alsó-Csernátoni Domokos Anna asszonynak Zejkfalvi Zejk Elek úr élete párjának utolsó tisztességét megadni igyekezte. Kolozsvár, 1791
- Nyirő Rozália és Ágnes, amaz öt eszes szüzekkel társalkodó két szüzek. Halotti tisztesség tartásakor mondott bucsúztató vers. Kolozsvár, 1792
- Gyöngyössi Jánosnak magyar versei. Mellyeket külömb-külömb-féle alkalmatosságokra készitett, és végre egyben is szedett. Pest, 1802-1803 (I. Az első kiadáskori versek, megjobbítva s többekkel megbővítve, szerző arck. Előszó, Új-Torda, 1801. dec. 23. Online II. Elől-járó beszéd. Az egyenlő hangzat, vagy-is kadentzia szerint való vers-irásnak formájáról és versek.)
- Gyöngyössi János magyar verseinek második darabja mellyeket külömb-féle alkalmatosságokra készítvén, mostan egybenszedett és ki-adatott Pesten 1803[1]
- Elegia in summum honorem... Francisci Secundi dei gratia electi... dum haereditorius Austriae imperator solenni pompa publicaretur Claudiopoli die 2 Oct. anno 1804. Cantata a... Kolozsvár
- Szent tanitás a tiszta szivű keresztyénről, és annak boldogságáról. Melyet néhai Boros-Jenői Korda Kata ur-asszonynak... Egri Farkas ur élete kedves párjának földi utolsó tisztesség-tételére elmondott... 1812. eszt. jun. 7. Kolozsvár. 1813
- Halhatatlan és áldott emlékezete néhai mélt. Gróf Bethleni Bethlen Juliánna ifju ur asszonynak... Sáros-Berkeszi Katona Sigmond ur... élete igen drága és kedves párjának. Készitette... 1811. eszt. Kolozsvár, 1818

Levelei Benkő Józsefhez, Új-Torda, 1776. szeptember 9., 1781. máj. 23., 29. és jún. 26. (Erdélyi Protestáns Közlöny 1873. 4-6. sz., az eredetiek az erdélyi múzeum kézirattárában), Édes Gergelyhez, Új-Torda, 1790. máj. 7. (Figyelő XI. 140. l.)

## Külső hivatkozások
- Gyöngyössi János összes művei